# Karl Maron
Karl Maron (Berlín, 27 de abril de 1903 - Berlín Este, 2 de febrero de 1975) fue un político alemán, que sirvió como ministro de interior de la República Democrática Alemana (RDA), asumiendo también otros puestos de gobierno en el seno de la RDA.

## Biografía
Maron nació en 1903.
Maron era trabajador de la industria metalúrgica. En 1926 se unió al Partido Comunista de Alemania (KPD). Tras la toma del poder por los nazis, en 1934 abandonó Alemania y se trasladó a Dinamarca, y posteriormente a la Unión Soviética. Regresó a Berlín bajo la protección de un general soviético pocos días después de que el Ejército soviético capturase la ciudad, en mayo de 1945. Inmediatamente tras su regreso se convirtió en vicealcalde de Berlín. En 1946 se afilió al Partido Socialista Unificado de Alemania (SED). Desde 1946 a 1950 fue jefe-editor del diario Neues Deutschland, que había sido fundado en 1946 por el SED. A finales de la década de 1940, coincidiendo con la fundación de la República Democrática Alemana (RDA), también ocupó el puesto de director del Departamento de economía de la ciudad de Berlín.
En junio de 1950 se convirtió en jefe de la Policía Popular Alemana, más conocida como Volkspolizei, cuando falleció su anterior y primer jefe, Kurt Fischer. En febrero de 1953 comentó públicamente que «la Volkspolizei nunca podría ser neutral o apolítica». Durante el período que estuvo al frente de la Volkspolizei también asumió el puesto de viceministro del Interior. A partir de esa época empezó a escalar puestos. En 1954 se convirtió en miembro del comité central del SED.
Fue finalmente nombrado Ministro del Interior el 1 de julio de 1955, reemplazando a Willi Stoph. Tras acceder a este puesto, en 1962 fue promocionado al rango de Generaloberst. Un año ya se había convertido en miembro del grupo de trabajo formado por el politburó del SED para tomar decisiones que terminaran con la Republikflucht. Los otros miembros del grupo eran el entonces jefe de seguridad Erich Honecker y el jefe de la Stasi, Erich Mielke. Entre 1958 y 1967 fue miembro de la Volkskammer. Maron cesó al frente del Ministerio del Interior el 14 de noviembre de 1963. Fue sucedido por Friedrich Dickel como ministro y jefe de la Volkspolizei. En 1964 Maron fundó el Instituto para la Demoscapia (Institut für Meinungsforschung), órgano apoyado por el SED encargado de realizar estudios de opinión.
Falleció en Berlín oriental en 1975.

## Vida personal
Karl Maron era el padrastro de la escritora Monika Maron, tras haber contraído matrimonio con su madre en 1955.